# Eragrostis rottleri
Eragrostis rottleri är en gräsart som beskrevs av Otto Stapf. Eragrostis rottleri ingår i släktet kärleksgrässläktet, och familjen gräs. Inga underarter finns listade i Catalogue of Life.